# Hybodontiformes
De Hybodontiformes zijn een orde van uitgestorven haaien die van het Laat-Devoon tot in het Krijt voorkwamen.

## Ontwikkeling
De Hybodontiformes ontwikkelden zich in het Laat-Devoon. In het Trias maakte de orde een sterke ontwikkeling door en het waren de dominante haaien tijdens het Jura in de zeeën van Europa en Noord-Amerika. De Hybodontiformes overleefden tot in Laat-Krijt. 

## Kenmerken
De Hybodontiformes waren trage zwemmers. De gepaarde vinnen dienden om te sturen en voor stabilisatie. Ze hadden een opwaarts gericht einde van de wervelkolom. Bij de Hybodontiformes kwamen verschillende tandvormen voor die wijzen op gevarieerde prooidieren, zoals scherpe smalle tanden voor het vangen en eten van vissen en brede afgeronde tanden voor het kraken van de pantsers van schaaldieren, tweekleppigen en ammonieten. Deze haaien leefden voornamelijk in zeeën, zoals Hybodus, maar een deel was aangepast aan het leven in zoetwater, zoals Lissodus.

## Indeling
De Hybodontiformes zijn de zustergroep van de Neoselachii, waartoe de hedendaagse haaien behoren. Samen met de Xenacanthiformes en de Ctenacanthiformes vormen deze twee groepen de Euselachii.
De orde Hybodontiformes bestaat uit vijf families:
- Acrodontidae
- Hybodontidae
- Lonchidiidae
- Polyacrodontidae
- Ptychodontidae